# Jos Luhukay
Jos Luhukay (* 13. Juni 1963 in Venlo, Niederlande) ist ein niederländischer Fußballtrainer und ehemaliger -spieler. Zuletzt war er Trainer der VVV-Venlo.

## Herkunft
Jos Luhukays Vater wurde auf den Molukken geboren, die heute zu Indonesien gehören. Er flüchtete in die Niederlande, weil die Situation auf den Inseln lebensbedrohlich war (→ Molukker in den Niederlanden) und lernte später eine Niederländerin kennen, Luhukays spätere Mutter. Beide Elternteile starben früh.

## Karriere als Spieler
Luhukay spielte stets in der Mittelfeldposition. Er begann seine Laufbahn im Alter von 15 Jahren in seiner Heimatstadt beim niederländischen Verein VVV-Venlo. Nach vier Jahren wechselte er 1982 zu Venray SV und blieb dort bis 1984. Danach spielte er zwei Jahre für VOS Venlo, bis er 1986 zum VVV-Venlo zurückkehrte. Von 1989 bis Juni 1991 spielte er für den SVV Schiedam. Bei seinem letzten niederländischen Verein, dem RKC Waalwijk, spielte er von Juli 1991 bis Juni 1993.
Luhukay war 1989 Teil der Kleurrijk Elftal, der Mannschaft, die zum Großteil beim Surinam-Airways-Flug 764 ums Leben kam. Er selbst entging dieser Katastrophe nur, weil er zum Zeitpunkt des Spieltermines mit seinem Verein VVV-Venlo in der Relegation spielte.
Im Sommer 1993 wechselte er nach 15 Jahren und 139 Einsätzen in der Ehrendivision (27 Tore) und 48 Zweitligaspielen (12 Tore) in den Niederlanden nach Deutschland. Dort hatte er zwei Einsätze für den SV Straelen (1993–1995 sowie 1996–1998) und den KFC Uerdingen 05 (1995–1996). Mit Uerdingen bestritt Luhukay auch zwei Spiele in der Bundesliga. Sein größter Erfolg war der Aufstieg in die Oberliga Nordrhein mit dem SV Straelen 1996. Nach 20 Jahren beendete er im Sommer 1998 seine Spielerkarriere.

## Karriere als Trainer
Einen Monat nach Ende seiner Spielerlaufbahn übernahm Luhukay den SV Straelen als Cheftrainer. Zwei Jahre später wechselte er zum KFC Uerdingen, mit dem er im Jahr 2002 in der Regionalliga Nord den fünften Platz belegte und im DFB-Pokal mit Siegen gegen Energie Cottbus und Werder Bremen für Furore sorgte. Das Ausscheiden im Wettbewerb kam für die Uerdinger erst gegen den 1. FC Köln. Im Jahre 2002 wechselte Luhukay in die Bundesliga, in der er an der Seite von Friedhelm Funkel (bis Oktober 2003), Marcel Koller (November 2003 bis Juni 2004) und Huub Stevens (Juli 2004 bis Juni 2005) Co-Trainer beim 1. FC Köln war. Im November 2003 saß er beim Bundesligaspiel gegen Hannover 96 als Cheftrainer auf der Bank, da Friedhelm Funkel zuvor entlassen worden war – das Spiel verlor der FC mit 1:2. Von Sommer 2005 bis zu seinem Rücktritt am 11. August 2006 war Luhukay Cheftrainer beim Zweitligisten SC Paderborn 07.

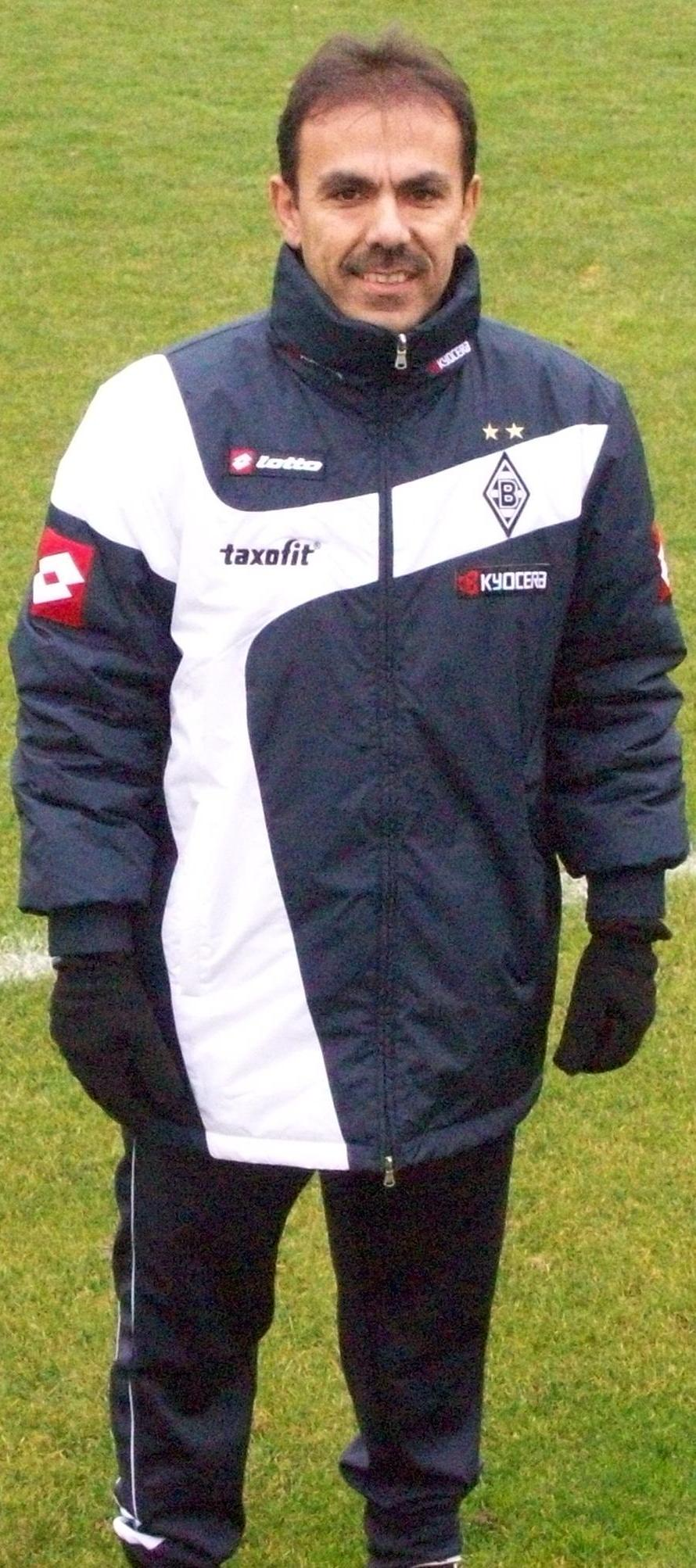
Luhukay als Trainer von Borussia Mönchengladbach (2007)

Am 2. Januar 2007 wurde er von Borussia Mönchengladbach als weiterer Co-Trainer von Jupp Heynckes verpflichtet. Nach Heynckes’ Rücktritt am 31. Januar 2007 übernahm Luhukay zunächst bis zum Saisonende den Posten des Cheftrainers. Borussia Mönchengladbach musste sich im Sommer 2007 zum zweiten Mal aus der Bundesliga verabschieden. Mit einem Zweijahresvertrag bis Mitte 2009 ausgestattet, führte Luhukay den Verein als Zweitligameister 2008 zum Wiederaufstieg. Als die Borussen sechs der ersten sieben Spiele der Erstliga-Saison 2008/09 verloren hatten, wurde er am 5. Oktober 2008 entlassen.
Am 14. April 2009 trat Luhukay seinen neuen Posten als Cheftrainer beim Zweitligisten FC Augsburg an, mit dem er zum Ende der Saison 2009/10 auf dem dritten Platz landete. Die Relegationsspiele gegen den Drittletzten der 1. Bundesliga, den 1. FC Nürnberg, wurden verloren und der FC Augsburg verpasste den Aufstieg. In der gleichen Saison erreichte Luhukay mit dem FCA das Halbfinale des DFB-Pokals, das man gegen Werder Bremen verlor. Am 8. Mai 2011 machte Luhukay mit dem FCA durch ein 2:1 gegen den FSV Frankfurt mit dem zweiten Platz den direkten Aufstieg in die 1. Bundesliga klar. Die erste Bundesliga-Saison der Vereinsgeschichte schloss man auf Platz 14 ab; am 33. Spieltag erreichte das Team rechnerisch den Klassenerhalt. Im Anschluss an das letzte Saisonspiel im 5. Mai 2012 löste Luhukay seinen Vertrag auf.
Zur Saison 2012/13 wechselte Luhukay als neuer Cheftrainer zu Hertha BSC. Er unterschrieb in Berlin einen Vertrag mit Laufzeit bis zum 30. Juni 2014 und übernahm das Team von Otto Rehhagel. Als Zweitligameister 2013 gelang ihm zum dritten Mal der Aufstieg in die Bundesliga. Am 5. Februar 2015 trennte sich Hertha BSC von ihm und seinen Assistenten.
Zur Saison 2016/17 wurde Luhukay vom in die Zweite Liga abgestiegenen VfB Stuttgart verpflichtet. Er erhielt einen Zweijahresvertrag. Am 15. September 2016 trat er nach nur vier Saisonspielen zurück. Querelen mit Sportdirektor Jan Schindelmeiser über die Ausrichtung und die Verpflichtung der Spieler Takuma Asano, Benjamin Pavard und Carlos Mané – Luhukay wollte für den angestrebten Wiederaufstieg stattdessen erfahrenere deutschsprachige Spieler – sollen dafür ausschlaggebend gewesen sein.
Im Januar 2018 wurde Luhukay neuer Trainer des englischen Zweitligisten Sheffield Wednesday. Der Verein war in der Sommerpause 2018 wegen Finanzverstößen mit einer Transfersperre belegt worden und Luhukay ging mit einer nahezu unveränderten Mannschaft in die Saison 2018/19. Am 21. Dezember 2018 wurde er entlassen, nachdem aus den vorangegangenen zehn Partien nur ein Sieg gelungen war; die Mannschaft stand mit 24 Punkten aus 22 Spielen im unteren Tabellendrittel, fünf Punkte vor den Abstiegsplätzen.
Am 11. April 2019 übernahm Luhukay die Zweitligamannschaft des FC St. Pauli, die nach dem 28. Spieltag der Saison 2018/19 mit vier Punkten Rückstand auf den Relegationsplatz auf dem 6. Tabellenplatz stand, als Nachfolger von Markus Kauczinski. Nach dem knappen Klassenerhalt in der Saison 2019/20 trennte sich der Verein nach Saisonende von ihm.
Am 17. März 2021 präsentierte sein damaliger Ausbildungsverein VVV-Venlo Luhukay als neuen Trainer. Er übernahm die Mannschaft auf dem 15. Rang von Hans de Koning; das Team hatte zuletzt sechs Pflichtspiele in Folge verloren und lediglich drei Treffer erzielt. Am 30. Mai 2022 beendeten Luhukay und VVV-Venlo ihre Zusammenarbeit.

## Sonstiges
Von Juli bis Dezember 2007 nahm Luhukay am 54. DFB-Fußball-Lehrer-Lehrgang an der Deutschen Sporthochschule Köln zum Erwerb der Fußballlehrer-Lizenz teil.

## Erfolge als Trainer
Borussia Mönchengladbach
- Meister der 2. Bundesliga und Aufstieg in die Bundesliga: 2008

Hertha BSC
- Meister der 2. Bundesliga und Aufstieg in die Bundesliga: 2013

FC Augsburg
- Aufstieg in die Bundesliga: 2011